# Jewel of the Seas
Le Jewel of the Seas est le quatrième navire de classe Radiance de la Royal Caribbean Cruise Line.

## Galerie

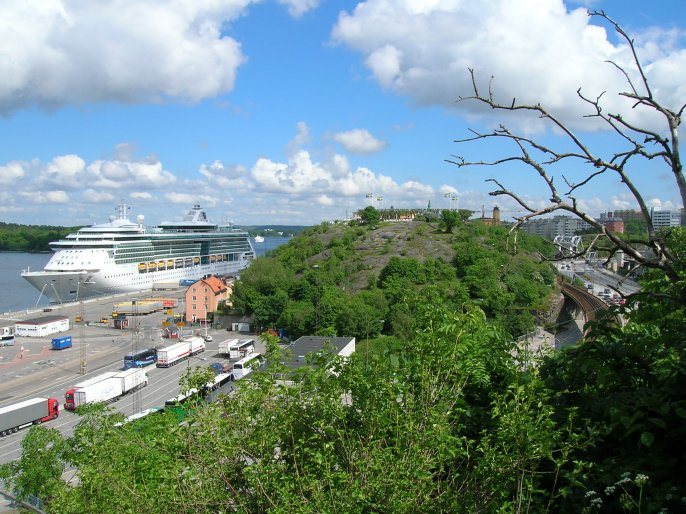
Jewel of the Seas à Stockholm
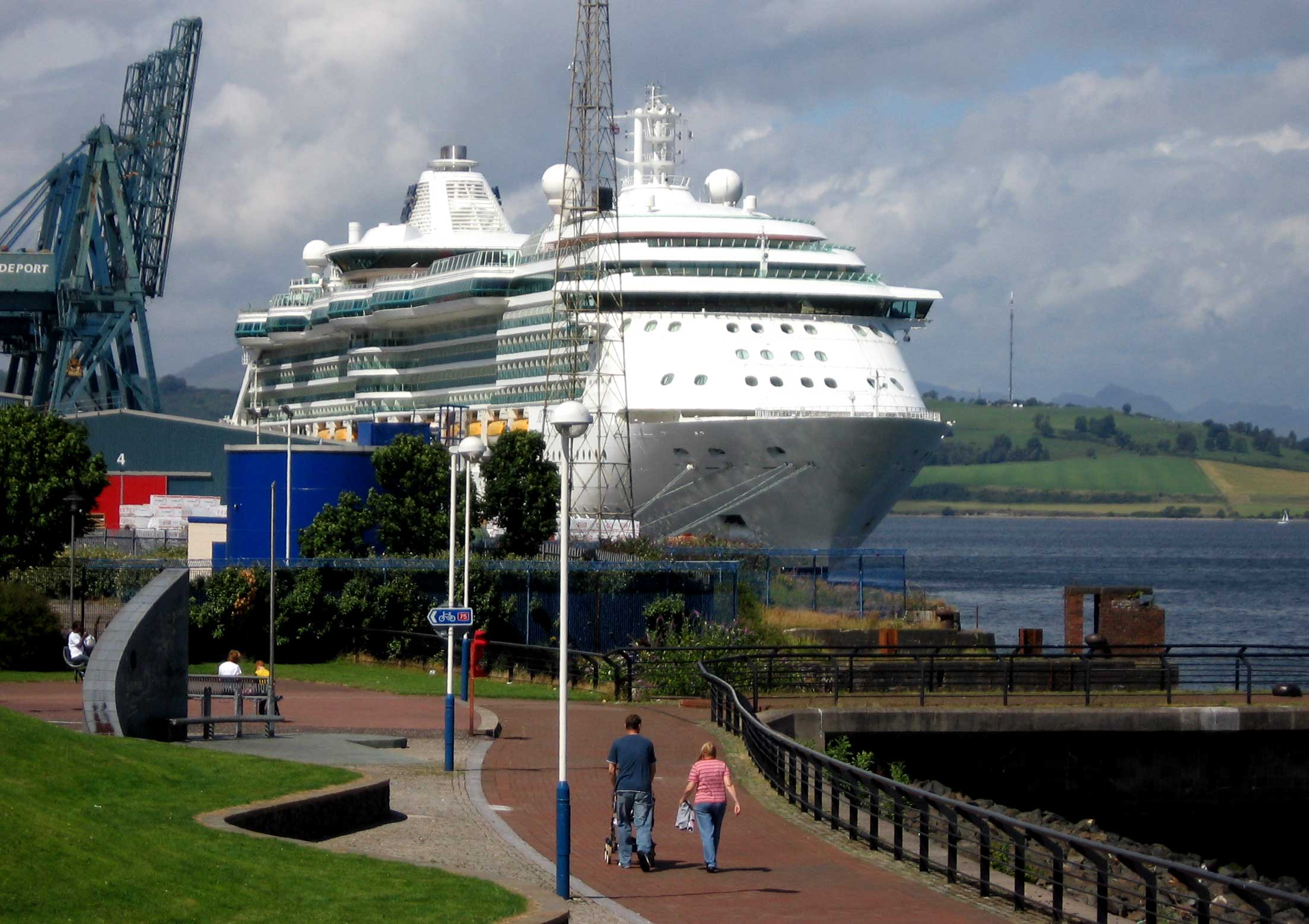
À Clydeport, Greenock waterfront.
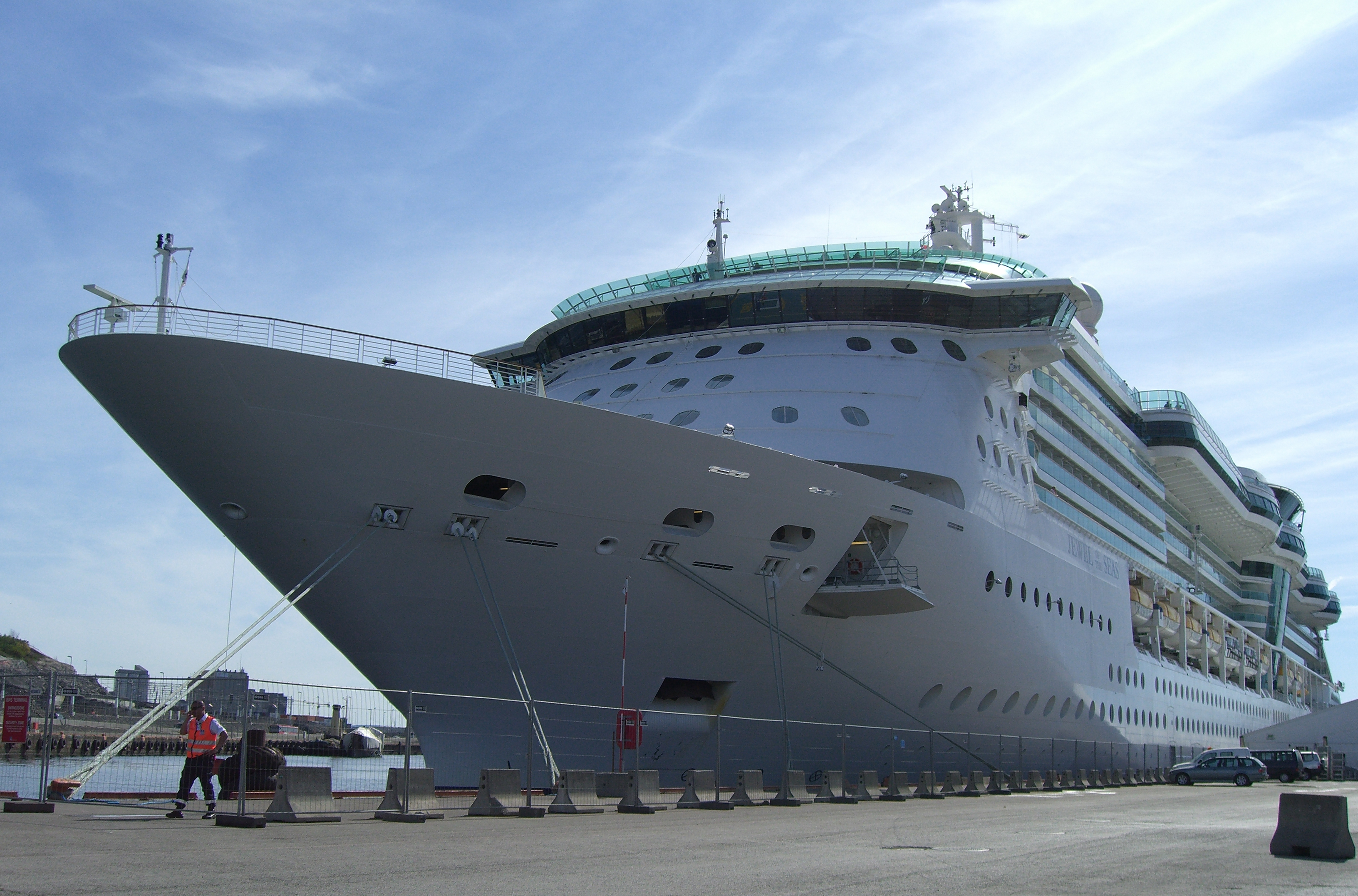
Jewel of the Seas à Oslo
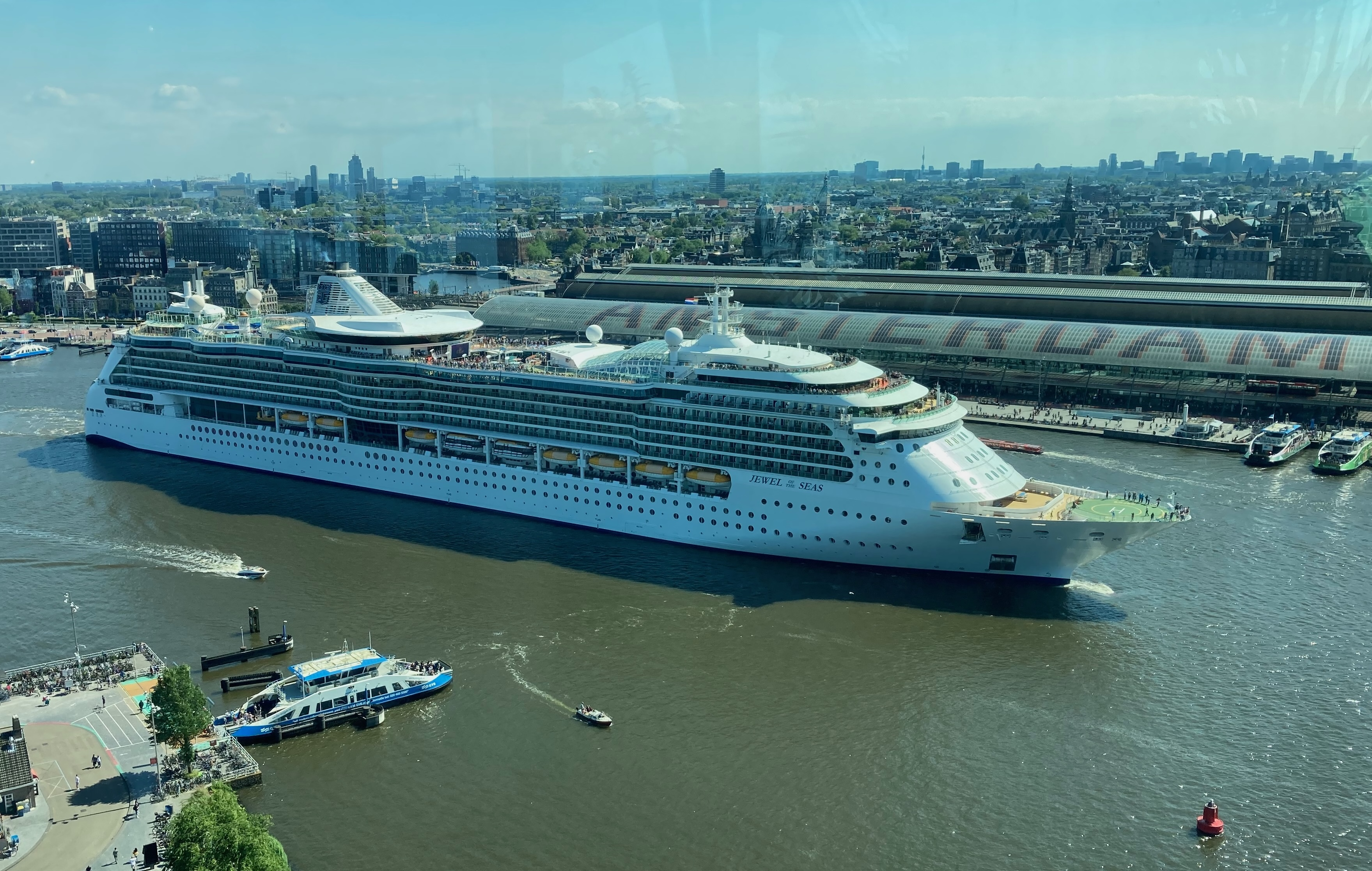
Jewel of the Seas à Amsterdam